# ビッグ・フォア
ビッグ・フォア(The Big Four)は、カルテット編成による日本のジャズ・バンド。ビッグ・フォー、ジョージ川口とビッグ・フォアとも表記された。

## メンバー
- ジョージ川口（ドラム）
- 松本英彦（テナーサックス）
- 小野満（ベース）
- 中村八大（ピアノ）

グループ結成時のメンバー。後年、オリジナル・ビッグ・フォアとも称される。
- 上田剛（ベース）

小野満に代わって加入。
- 渡辺貞夫（アルトサックス）

1958年に結成されたビッグ・フォア・プラス・ワンのメンバー。

## 結成
1952年のジーン・クルーパ・トリオの来日公演に刺激され、1953年1月には、雑誌『スイングジャーナル』の人気投票で首位を獲得した演奏者4名、「渡辺晋とシックス・ジョーズ」から松本英彦と中村八大、「レイモンド・コンデとゲイ・セプテット」からジョージ川口と小野満を起用したコンボ編成のバンドが組まれ、ラジオ東京「イヴニングコンサート・ポンジーアワー」にレギュラー出演する。このバンドは同年5月、ビッグ・フォアと名付けられ、旗揚げ公演となるコンサート「ブロウ・ブロウ・ビッグ・フォア」を日本劇場で行う。各個人の持ち味を存分に発揮した演奏とパフォーマンスで、当時のジャズ・コン（ジャズ・コンサート）ブームを代表する人気バンドとなった。

## レギュラー番組『トリス・ジャズ・ゲーム』
1954年12月、文化放送で、壽屋（現・サントリー）をスポンサーとしたレギュラー番組『トリス・ジャズ・ゲーム』が開始される。
ロイ・ジェームスを司会に迎え、東京ヴィデオ・ホールにて公開収録される放送内容で、Jazz at the Philharmonic(JATP)の日本版の意味を込めた「ジャズ・アット・ザ・トリス(Jazz at the Torys:JATT)」を、番組のサブ・タイトルとした。放送が開始される前のビッグ・フォアは、松本英彦の病気療養などでメンバーが分裂状態にあったが、小野満に代わって加入した上田剛が中心となって4人をまとめ、ビッグ・フォアはこの番組を主な活動の場とした。
同番組は、公開スタジオに集まった観客からリクエスト曲を募集し、それをビッグ・フォアと、回によってはゲスト歌手を交えて即興で演奏を披露し、リクエストが採用された場合には壽屋からトリスウィスキー、または赤玉ポートワインのどちらかが記念品として贈呈された。番組は文化放送をキー局に、新日本放送（現・毎日放送）や中部日本放送、ラジオ九州（現・RKB毎日放送）、東北放送など、全国の民放ラジオ局で放送された。

## 現存する主な録音
- 『日本ジャズ原論』（2005年・P.J.L 監修:瀬川昌久）

1953年末から54年初頭にかけて、日本マーキュリー・レコードに録音したSPレコードからの復刻CD。SPレコード4枚組に分かれた「フライング・ホーム」のみライブ録音、その他5曲はスタジオ録音となっている。
- 『トリス・ジャズ・ゲーム』（1955年4月14日、文化放送）[1]

江利チエミがゲスト出演。放送ライブラリーにて公開されている。
- 『ジャズ・アット・ザ・トリス』（1957年・キングレコード）

『トリス・ジャズ・ゲーム』の1957年6月から7月の放送時にレコード用として同時録音した音源を厳選したアルバム。平岡精二、宮沢昭、渡辺貞夫、永田暁雄、丸山清子がゲスト出演。
- 『オリジナル・ビッグ・フォア』（1959年・キングレコード）

結成当時のメンバー（オリジナル・ビッグ・フォア）によるアルバム。『ジャズ・アット・ザ・トリス』とともにCD化されている。
- 『ビッグ・バン・ブロウ～ジョージ川口に捧ぐ』（2003年）

ジョージ川口の死後、追悼作品として発売された。1953年のスタジオ録音、1958年の「ビッグ・フォア・プラス・ワン」によるライブ音源、1959年の松本英彦のコンサートでの演奏が収録されている。

## 参考資料
- 石原康行（アルバム『ビッグ・バン・ブロウ～ジョージ川口に捧ぐ』解説文より）
  - ラジオ東京（現・TBSラジオ）ディレクター、ビッグ・フォアの結成時に関わった一人でもあった
- 久保田二郎（アルバム『ジャズ・アット・ザ・トリス』、『オリジナル・ビッグ・フォア』解説文より）
- 相倉久人『至高の日本ジャズ全史』